# Кведа-Гора
Кведа-Гора (груз. ქვედა გორა) — село в Грузии, на территории Ванского муниципалитета края (мхаре) Имеретия.

## География
Село находится в западной части Грузии, на правом берегу реки Квинисцкали, на расстоянии приблизительно 9 километров (по прямой) к востоку от города Вани, административного центра муниципалитета. Абсолютная высота — 213 метров над уровнем моря.

## Население
По результатам официальной переписи населения 2014 года, в Кведа-Горе проживало 957 человек (476 мужчин и 481 женщина). В национальной структуре населения грузины составляли 99,9 %, греки — 0,1 %.
| Год  | Население, человек |
| ---- | ------------------ |
| 2002 | 1554               |
| 2014 | ↘ 957              |